# Caminhos de Ferro do Estado
A Administração Geral dos Caminhos de Ferro do Estado, mais conhecida como Caminhos de Ferro do Estado ou pela sigla CFE, foi uma organização governamental portuguesa, que assegurou a gestão e a construção de várias linhas férreas em território nacional. Foi formada por uma lei de 14 de Julho de 1899, e integrada na Companhia dos Caminhos de Ferro Portugueses no dia 11 de Maio de 1927.

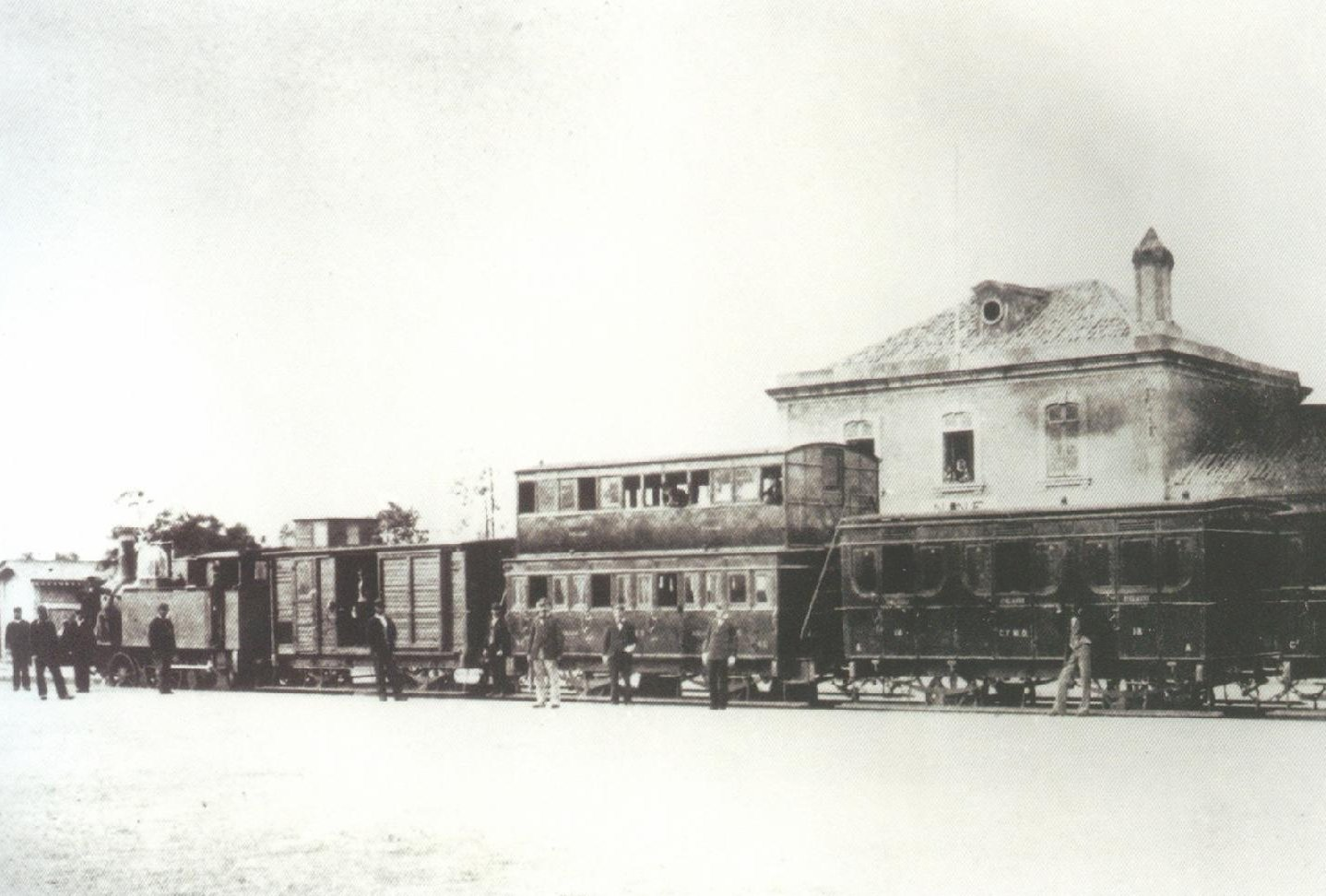
Carruagem com dois pisos na estação de Nine. A carruagem pintada de cor negra ostenta a sigla C. F. M. D., da Divisão dos Caminhos de Ferro do Minho e Douro.

## Descrição
Esta companhia encontrava-se sob a tutela do Ministério das Obras Públicas, Comércio e Indústria, embora, até 1901, o conselho de administração tenha-se caracterizado por uma quase total autonomia em relação a este organismo. Uma das suas instalações de maior importância foi o sanatório para tuberculosos Vasconcelos Porto, situado nas imediações de São Brás de Alportel, no Algarve, e que foi inaugurado em 1918.
A exploração do Caminhos de Ferro do Estado estava centradas em duas grandes divisões: o Sul e Sueste, que era responsável pelas linhas do Sado, Sines, Alentejo, Algarve e de Évora, e pelos ramais de Moura, Montijo, Mora, Reguengos Portalegre e Montemor. Quanto à divisão do Minho e Douro, esta fez a exploração das linhas do Douro, Minho, Tâmega, Sabor e Corgo, e dos ramais de Braga e Alfândega do Porto. Também foi responsável pela construção do Ramal de Tomar, embora a exploração tenha sido assumida pela Companhia dos Caminhos de Ferro Portugueses.

### Material circulante
Entre o material circulante da operadora, destaca-se a existência de várias carruagens de dois pisos com lugares de segunda e terceira classes, que foram construídas em 1875 pela casa Chevalier, e que fizeram parte dos serviços que ligavam o Porto a Braga e Penafiel. Em termos de material motor, esta divisão possuía várias locomotivas a vapor, como a locomotiva-tender MD16 Mira, construída pela casa britânica Beyer Peacock em 1878, ou a E161, fabricada pela empresa alemã Henschel & Sohn em 1905, e que esteve ao serviço na Linha do Corgo.
Em termos de sistemas de atrelagem, na Linha do Corgo foi utilizado um esquema inspirado nos caminhos de ferro alemães, de tampão central obliterado nas laterais e um tensor de engate lateral.

## História

### Século XIX

#### Antecedentes
Apesar da sua importância para a economia nacional, a construção da rede ferroviária nas regiões a Sul do Tejo encontrou várias dificuldades desde o seu princípio, incluindo problemas financeiros, políticos e legais, agravados pela inexperiência neste tipo de obras. Assim, a execução deste projecto revelou-se muito lenta e dispendiosa, e vários troços estavam muito atrasados, o que obrigava à intervenção quase constante do Estado Português.
Assim, e uma vez que a Companhia dos Caminhos de Ferro do Sul e Sueste, única responsável pela construção e gestão da Rede Ferroviária ao Sul do Tejo, se encontrava em problemas de ordem financeira, tornando muito improvável a continuação dos projectos acordados com o estado, principalmente a ligação entre Beja e o Algarve, levou o governo a nacionalizar as linhas e assumir a responsabilidade pelas suas obras; a exploração das linhas continuou a ser assegurada pela Companhia.
No entanto, os vários concursos abertos pelo Estado para a conclusão das linhas, entre 1873 e 1883, não produzem quaisquer resultados, devido ao receio que os investidores tinham em financiar projectos deste tipo, fruto dos fracassos anteriores. Assim, tornou-se necessário que o próprio governo tomasse conta das obras, o que foi autorizado por legislação de 1883. Porém, a administração do estado também se revelou deficiente, devido à elevada centralização e burocracia, que atrasava e onerava as operações ferroviárias. Assim, tornou-se necessário criar uma organização, também de cariz governamental, mas com uma certa independência em relação ao estado, que chamasse a si a responsabilidade da gestão e construção da rede ferroviária.

#### Formação
Para este efeito, foi formada, por um decreto de 6 de Outubro de 1898, uma comissão encarregada de estudar e apresentar propostas para a reforma do sistema de administração dos caminhos de ferro por conta do estado; uma lei, promulgada em 14 de Julho de 1899, baseada nos resultados dos estados da comissão, formou oficialmente a Administração Geral dos Caminhos de Ferro do Estado, com um conselho de administração próprio, o que lhe garantia uma certa independência em relação aos outros organismos do governo. A mesma norma também criou o Fundo Especial de Caminhos de Ferro, cuja função era auxiliar financeiramente os Caminhos de Ferro do Estado, e que se revelou de elevada importância devido ao apoio que deu para a instalação e renovação de infra-estruturas, como as estações, vias, oficinas, pontes e sinalização.

### Século XX

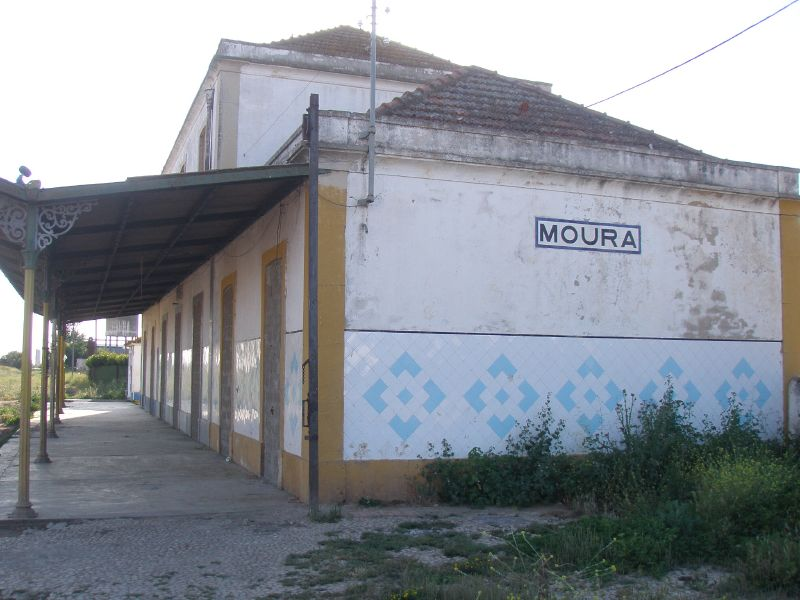
Estação de Moura, no final do Ramal com o mesmo nome.

A formação dos Caminhos de Ferro do Estado foi acompanhada de uma série de reformas da legislação e operações ferroviárias, levadas a cabo entre 1899 e 1905, e que modernizaram os caminhos de ferro em Portugal e estimularam a iniciativa, o que se revelou através da construção de novos troços e conclusão dos projectados, como os Ramais de Moura, em 1902, Portimão, em 1903, Vendas Novas, em 1904, Vila Viçosa, em 1905, e a Linha da Beira Baixa, também em 1904. Foram igualmente construídas novas infra-estruturas, como a cocheira para locomotivas na Estação de Estremoz, na Linha de Évora.
Um decreto de 24 de Dezembro de 1901 reformulou a organização do conselho de administração desta empresa, passando a ser controlado por uma comissão executiva, que respondia directamente ao ministro das Obras Públicas, Comércio e Indústria. No mesmo mês, o conselho de administração foi encarregado de abrir um concurso para a construção da Ponte do Pocinho, e da ponte rodoviária do Pinhão.
Em 1906 foi inaugurada a primeira linha férrea de via métrica sob a égide dos Caminhos de Ferro de Estado, a Linha do Corgo, que então ligava apenas o Peso da Régua a Vila Real.
O Decreto n.º 4206, publicado em 4 de Maio de 1918 pelo Ministério das Subsistências e Transportes, extinguiu o conselho de administração dos Caminhos de Ferro do Estado, passando todas as suas competências para a Direcção Geral dos Transportes Terrestres. No entanto, esta decisão foi muito polémica, tendo sido revogada logo em 11 de Junho, pelo Decreto n.º 4389, tendo o conselho de administração sido reestabelecido pelo Decreto 5039, de 30 de Novembro, que também aprovou o Regulamento Geral das Direcções dos Caminhos de Ferro do Estado. O Decreto n.º 5328, de 25 de Março de 1919, reformulou a forma como era feita a direcção desta organização, passando a denominar-se de Caminhos de Ferro do Estado, e a ser gerida pela Administração dos Caminhos de Ferro do Estado, sob a tutela do Ministério dos Abastecimentos. A administração dos Caminhos de Ferro do Estado voltou a ser modificada pelos Decretos 5605, de 10 de Maio do mesmo ano,  8924, de 18 de Junho de 1923, e 9779, de 7 de Junho de 1924.
Em 1927, esta empresa já tinha criado vários serviços rápidos até ao Algarve, que permitiam viagens com menos de seis horas de duração.

#### Extinção
O Decreto n.º 12:684, de 16 de Novembro de 1926, autorizou o governo a abrir concursos para a exploração das linhas férreas exploradas pelo estado, destinados a companhias portuguesas. As redes de linhas correspondentes às Divisões do Sul e Sueste e do Minho e Douro podiam ser alugadas em conjunto ou separadamente, sendo estas unidades administrativas extintas e integradas nas empresas que vencessem o concurso.
O concurso foi anunciado no dia 17 de Novembro do mesmo ano, aprovado por uma portaria no dia seguinte, e aberto no dia 22; foram recebidas dez propostas por parte de sete empresas, tendo sido aceite, com algumas alterações no concurso, a proposta da Companhia dos Caminhos de Ferro Portugueses, que tinha a preferência da Procuradoria-Geral da República. O Ministério do Comércio e Comunicações autorizou, pelo decreto 13:260, de 9 de Março de 1927, o arrendamento das linhas do estado, durante um período de 30 anos, devendo ambas as divisões dos Caminhos de Ferro do Estado, com o seu respectivo imobilizado e funcionários, ser integradas na Companhia. O contrato foi assinado em 11 de Março, e a Companhia iniciou a exploração das antigas linhas do estado em 11 de Maio.